# Miguel Piramuelles
Miguel Piramuelles (Villafranca, 6 de gener de 1857 - Pamplona, 2 de juliol de 1910) fou un organista i compositor navarrès. Va ser mestre de capella a Tafalla, Tudela i Olite, i es distingí com executor de música sacra en l'orgue, ensenyança a la qual es dedicà, formant diversos deixebles molt profitosos. Va compondre una missa de rèquiem, una altra de angelis, diversos responsoris i motets i unes lametacions que en la seva època s'executaren en quasi totes les esglésies de Navarra.